# Màlaia Kema
Màlaia Kema (en rus: Малая Кема) és un poble del krai de Primórie, a l'Extrem Orient de Rússia, que el 2018 tenia 524 habitants.